# Micropezidae
Famille
Micropezidae est une famille d'insectes diptères du sous-ordre des Brachycera (les brachycères sont des mouches muscoïdes aux antennes courtes).

## Liste des genres
Selon Catalogue of Life (28 février 2013) :
- genre Anaeropsis
- genre Aristobatina
- genre Badisis
- genre Calobata
- genre Calobatella
- genre Calobatina
- genre Calosphen
- genre Calycopteryx
- genre Cardiacephala
- genre Cephalosphen
- genre Chaetotylus
- genre Cliobata
- genre Cnodacophora
- genre Compsobata
- genre Cothornobata
- genre Crepidochetus
- genre Cryogonus
- genre Erythromyiella
- genre Eurybata
- genre Globopeza
- genre Glyphodera
- genre Grallipeza
- genre Grammicomyia
- genre Hoplocheiloma
- genre Mesoconius
- genre Metasphen
- genre Metopochetus
- genre Micropeza
- genre Mimegralla
- genre Mimomyrmecia
- genre Neria
- genre Nestima
- genre Notenthes
- genre Papeza
- genre Paramimegralla
- genre Parasphen
- genre Planipeza
- genre Plocoscelus
- genre Poecilotylus
- genre Pseudeurybata
- genre Ptilosphen
- genre Rainieria
- genre Scipopus
- genre Steyskalia
- genre Stiltissima
- genre Taeniaptera
- genre Tenthes
- genre Trepidarioides
- genre Zelatractodes

## Liste des sous-familles
Selon ITIS (28 février 2013) :
- sous-famille Calobatinae
- sous-famille Micopezinae
- sous-famille Taeniapterinae